# Histoire de la révolution russe

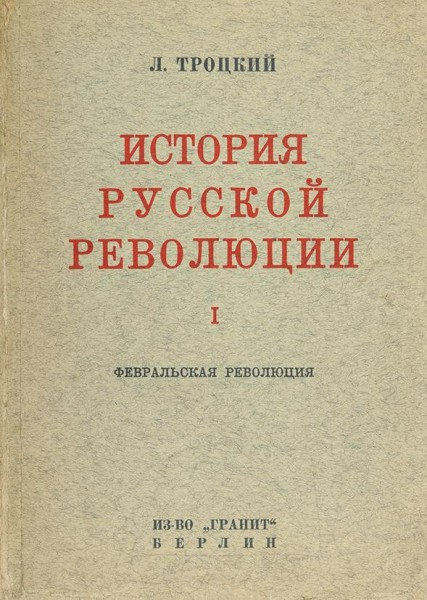
Couverture de l’édition russe du premier tome de lHistoire de la révolution russe (1930).

Histoire de la révolution russe (en russe : История русской революции) est un ouvrage historique rédigé par Léon Trotski alors qu'il se trouvait en exil à Prinkipo, en Turquie, entre 1930 et 1932. Le premier tome traite de la révolution de février 1917 et le second de celle d'octobre. Le livre fut traduit en français par Maurice Parijanine.
Bien qu'ayant joué un rôle de premier plan dans cette révolution, Trotski se refuse à écrire des mémoires. Il entend faire œuvre d'historien, s'appuyant sur les sources dont il peut disposer plutôt que de faire appel à des souvenirs personnels. Il oppose à l'impartialité souvent formelle des historiens professionnels la recherche de l'objectivité, la compréhension de l'enchaînement des faits, ce qui n'implique nullement de cacher ses sympathies.

## L'irruption violente des masses
Pour Trotski, « le trait le plus incontestable de la Révolution, c'est l'intervention directe des masses dans les événements historiques. D'ordinaire, l'État, monarchique ou démocratique, domine la nation ; l'histoire est faite par des spécialistes du métier : monarques, ministres, bureaucrates, parlementaires, journalistes. Mais, aux tournants décisifs, quand un vieux régime devient intolérable pour les masses, celles-ci brisent les palissades qui les séparent de l'arène politique, renversent leurs représentants traditionnels, et, en intervenant ainsi, créent une position de départ pour un nouveau régime. » L'étude des rapides, intensives et passionnées conversions psychologiques des classes en lutte revêt donc une importance cruciale pour comprendre la révolution. Si les changements d'opinion et d'humeur des masses sont si soudains dans une période agitée c'est, paradoxalement, en raison du profond conservatisme du psychisme humain. Les idées restent figées pendant des décennies alors que la société évolue. « Les idées et les rapports sociaux restant chroniquement en retard sur les nouvelles circonstances objectives, jusqu'au moment où celles-ci s'abattent en cataclysme, il en résulte, en temps de révolution, des soubresauts d'idées et de passions que des cerveaux de policiers se représentent tout simplement comme l'œuvre de "démagogues".  »

## Le rôle du parti bolchévik
C'est en appréciant les modifications de la conscience des masses qu'un parti révolutionnaire base sa tactique. Le parti bolchévik a réussi cette estimation. C'est la raison de son succès. Mais cela ne s'est pas fait sans hésitations ni sans erreurs. Avant le retour de Lénine à Pétrograd, il s'apprêtait à soutenir le gouvernement provisoire. En octobre, Lénine dut batailler ferme pour convaincre nombre de cadres bolchéviques de la nécessité d'une insurrection immédiate. Lors de la parution du premier tome, des amis de l'URSS reprochèrent à Trotski d'égratigner le parti bolchévik et certains de ses dirigeants. Au même moment, en URSS, la fraction stalinienne réécrivait l'histoire de la révolution russe en faisant de Lénine un maître infaillible et en minimisant le rôle de Trotski. À cela, il répond : « Le parti pour nous n'est pas un appareil dont l'infaillibilité serait protégée par des répressions gouvernementales, mais c'est un organisme complexe qui, comme toute chose vivante, se développe dans des contradictions. La découverte de ces contradictions, et, dans ce nombre, des hésitations et des erreurs de l'état-major, n'affaiblit pas le moins du monde, à notre avis, l'importance du gigantesque travail historique dont le parti bolchévik a assumé le faix pour la première fois dans l'histoire mondiale.  »

## Les trois baleines
Au début du chapitre 16 du premier tome, « Le réarmement du parti », Trotski écrit que « le but de la lutte révolutionnaire était tout à fait nettement déterminé par trois mots d'ordre de combat - république démocratique, confiscation des terres des propriétaires nobles, journée de huit heures » rappelant que ces trois mots d'ordre étaient familièrement appelés les « trois baleines » du bolchévisme, par allusion aux baleines sur lesquelles, d'après une vieille croyance populaire, repose le globe terrestre,.